# Herre, din dag var också lik
Herre, din dag var också lik, är en engelsk psalm diktad 1739 av Charles Wesley med titelraden Forth in thy name, O Lord, I go och översatt till svenska 1979 av Arne Widegård. Musiken är skriven 1941 av Bates G. Burt.

## Publicerad i
- Psalmer och visor 1982 som nr 825.
- Den svenska psalmboken 1986 som nr 290 under rubriken "Tillsammans i världen".
- Den finlandssvenska psalmboken 1986 som nr 466 under rubriken "Arbete och fritid".